# Niemijärvi (sjö i Lappland, lat 66,37, long 28,07)
Niemijärvi är en sjö i Finland. Den ligger i kommunen Posio i landskapet Lappland, i den norra delen av landet, 700 km norr om huvudstaden Helsingfors. Niemijärvi ligger 242,5 meter över havet. Arean är 3,9 kvadratkilometer och strandlinjen är 25,92 kilometer lång. Sjön  ingår i Kemi älvs huvudavrinningsområde. 